# Рачич, Крешимир
Крешимир (Крешо) Рачич (сербохорв. Krešimir "Krešo" Račić / Крешимир "Крешо" Рачић; 15 августа 1932, Карловац — 19 июня 1994, Загреб) — югославский хорватский легкоатлет, специалист по метанию молота. Выступал за сборную Югославии по лёгкой атлетике в 1950-х годах, чемпион Средиземноморских игр, обладатель бронзовой медали Универсиады, многократный победитель и призёр первенств национального значения, участник двух летних Олимпийских игр.

## Биография
Крешимир Рачич родился 15 августа 1932 года в Карловаце, Королевство Югославия.
Занимался лёгкой атлетикой под руководством Ивана Губияна. Проходил подготовку в Белграде, представлял белградский «Партизан».
Впервые заявил о себе в сезоне 1954 года, когда в первый раз стал чемпионом Югославии в метании молота, вошёл в состав югославской национальной сборной и выступил на чемпионате Европы в Берне, где с результатом 51,87 занял итоговое 18-е место.
Благодаря череде удачных выступлений удостоился права защищать честь страны на летних Олимпийских играх 1956 года в Мельбурне — в финале показал результат 60,36 метра, расположившись в итоговом протоколе соревнований на шестой строке. По итогам сезона газетой «Спортске новости» был признан лучшим спортсменом Хорватии.
В 1958 году закрыл десятку сильнейших на чемпионате Европы в Стокгольме (59,28).
Будучи студентом, в 1959 году представлял Югославию на Универсиаде в Турине, где с результатом 62,32 сумел выиграть бронзовую награду — уступил здесь только венгру Дьюле Живоцки и советскому метателю Анатолию Самоцветову. Позднее на Средиземноморских играх в Бейруте метнул молот на 62,26 метра — тем самым превзошёл всех соперников и завоевал золото.
В 1960 году установил свой личный рекорд в метании молота — 63,89 метра. Принимал участие в Олимпийских играх в Риме — на сей раз на предварительном квалификационном этапе показал результат 57,27 метра, чего оказалось недостаточно для выхода в финал.
В 1961 и 1962 годах ещё дважды становился чемпионом Югославии, конкурируя со своим главным соперником Звонко Безьяком.
Умер 19 июня 1994 года в Загребе в возрасте 61 года.